# The Last of the Meheecans
The Last of the Meheecans is de negende aflevering van het vijftiende seizoen van South Park. De titel is een verwijzing naar The Last of the Mohicans. De aflevering gaat over illegale immigranten uit Mexico die stiekem de Verenigde Staten proberen in te komen.

## Verhaal
De jongens van South Park spelen grenswachtertje. De helft van de jongens verdedigd een houten fort gebouwd in Eric Cartman's achtertuin en de andere helft speelt Mexicanen die proberen het fort stiekem binnen te dringen. Eric neemt zijn rol als grenswacht erg serieus en gaat compleet door het lint wanneer alle Mexicanen het fort weten binnen te dringen. De rest van de avond blijft Eric mokken terwijl de anderen zich klaarmaken voor een slaapfeestje. Wanneer iedereen naar bed is heeft Eric een droom over hoe de Mexicanen zijn fort binnen dringen. Hij ziet Butters in zijn droom en plots schrikt hij wakker. Butters was een van de Mexicanen maar heeft het fort nooit bereikt. Sterker nog, niemand heeft Butters de hele avond gezien. Het blijkt dat hij verdwaald is geraakt en hij wordt door een echtpaar langs de weg gevonden. Butters, die overmand door kou aan het raaskallen is mompelt dat hij Mantequilla is, de laatste der Mexicanen. Het echtpaar neemt hem mee naar huis waar ze hem verschillende huishoudelijke klusjes laten opknappen.
Butters is niet gelukkig en uiteindelijk besluit het echtpaar hem bij 'zijn soort' achter te laten. Ze rijden naar een Taco Bell restaurant waar hij in de keuken tussen de Mexicaanse medewerkers gedropt wordt. Hij heeft het er over dat hij Mantequilla is en dat hij zijn amigos in het vaderland mist. De koks raken geëmotioneerd en zeggen dat ook zij hun vrienden in Mexico missen. Ze besluiten halsoverkop de Verenigde Staten te verlaten en terug naar Mexico te gaan. De actie veroorzaakt een domino-effect en duizenden Mexicanen besluiten terug te keren naar Mexico. De grenspolitie weet niet wat ze zien wanneer Mexicanen vanuit Amerika illegaal over de hekwerken Mexico in klimmen. Op televisie wordt gemeld dat er plots een chronisch tekort is aan laaggeschoolde arbeiders, gewoonlijk functies die en masse vervuld werden door illegale Mexicanen. De grenspolitie krijgt de opdracht hun werkwijze om te keren; iedereen uit Mexico is welkom, iedereen die Amerika probeert te ontvluchten moet hardhandig afgestopt worden.
Butters wordt ondertussen in Mexico geëerd als een held. Hij heeft mensen laten inzien trots te zijn op hun Mexicaanse afkomst en dat voor een hongerloontje en zonder enige waardering in Amerika werken niet de gouden droom is die zoveel arme Mexicanen hebben. Er wordt een Mexicaanse feestdag ter ere van Mantequilla ingesteld en de president van Mexico vertelt in een langdradige speech (in het Spaans) dat Butters moet kiezen tussen zijn nieuwe Mexicaanse vrienden en zijn vrienden thuis in South Park. Butters verklaart dat hij er geen woord van verstaan heeft maar dat hij klaar is om terug naar huis te gaan.
Cartman heeft zich inmiddels als vrijwilliger gemeld bij de grenspolitie, voornamelijk omdat hij de bevoegdheid heeft gekregen een taser te gebruiken. Butters probeert de Mexicaans-Amerikaanse grens over te steken, luid bejubeld door de politie die hopen dat het tij gekeerd is en Mexicanen weer bereid zijn de rotbaantjes te doen waar Amerikanen zich te goed voor voelen. Wanneer Cartman ziet dat het Butters is begint hij een wilde achtervolging in een poging hem af te stoppen. Butters slaagt er uiteindelijk in het hek over te klimmen en roept base! (vergelijkbaar met 'buutvrij' in het Nederlands).
De jongens van South Park zitten wederom bij Eric thuis pizza te eten waar Eric wederom aan het mokken is dat hij het spel verloren heeft. Butters vraagt of hij de volgende keer dat ze spelen de kopman van de Mexicanen mag zijn. Kyle antwoord hierop dat Butters een prima Mexicaan speelt, maar dat hij geen leider is. Hierop gaat Butters op een stoel staan en spreid zijn armen. Het volgende shot laat zien dat iedereen in Mexico tevens hun armen heft en Mantequilla bejubelt bij iedere handbeweging die Butters maakt.